# Alfombra de Kermán
La alfombra de Kermán es un tipo de alfombra persa.
La reputación de las alfombras de Kermán se debe en parte a la destreza de los diseñadores de cartones (ostad), muy hábiles, quienes han sabido guardar el sentido de la tradición. En ocasiones, los motivos revelan una influencia occidental. En efecto, a principios del siglo XX, los ricos importadores de alfombras financiaron talleres en los cuales los maestros adaptaron en consecuencia sus cartones a los gustos occidentales.
Se distinguen cuatro calidades de alfombras de Kermán: 70, 80, 90, 100. Estas cifras corresponden a la cantidad de hilos en un ghireh (= 7 cm). Así, las alfombras de calidad 70 contienen 2.500 nudos/dm².

## Descripción
El Kermán siempre es de flores, y la mayoría de las veces posee un medallón que se destaca sobre un fondo liso. Los motivos del medallón se repiten en el borde y las cuatro esquinas. A veces la decoración del campo revela la influencia de los miniaturistas en las alfombras con motivos vegetales y animales, raramente hay escenas de caza. El boteh (motivo en forma de almendra) se usa con frecuencia. El borde, clásico, se compone de una franja central y dos franjas secundarias.
- Datos: Q3515494
- Multimedia: Rugs and carpets of Kerman / Q3515494